# Richonia
Richonia är ett släkte av svampar. Richonia ingår i familjen Zopfiaceae, ordningen Pleosporales, klassen Dothideomycetes, divisionen sporsäcksvampar och riket svampar.
|          | Zopfia                                |
|          |                                       |
|          | Caryospora                            |
|          |                                       |
|          | Rechingeriella                        |
|          |                                       |
| Richonia | \| \| Richonia variospora \| \| \| \| |
|          | \| \| Richonia variospora \| \| \| \| |
|          | Coronopapilla                         |
|          |                                       |
|          | Celtidia                              |
|          |                                       |
|          | Zopfiofoveola                         |
|          |                                       |
|          | Halotthia                             |
|          |                                       |
|          | Richonia variospora                   |
|          |                                       |

|  | Richonia variospora |
|  |                     |